# Eleição presidencial no Brasil em 1934
A eleição presidencial brasileira de 1934 foi a décima-terceira eleição presidencial e a segunda indireta do país. No dia 3 de maio de 1933 foram eleitos os deputados para a Assembleia Nacional Constituinte, e após a votação final da nova constituição, os deputados reelegeram Getúlio Vargas à Presidência da República em 17 de julho. A Constituição previa uma nova eleição presidencial em 1938 sendo ela direta, no entanto, ela não chegou a ser realizada, em virtude do golpe de 10 de novembro de 1937, que implantou o Estado Novo, que ficou conhecido como uma fase autoritária do governo de Getúlio Vargas que durou até 29 de outubro de 1945, com a deposição do presidente.

## Contexto histórico

### Antecedentes

#### A organização política na República Velha (1889-1930)
A organização política da República Velha (1889-1930) foi marcada pelo domínio das velhas oligarquias estaduais (política dos governadores), pelo revezamento entre os estados de São Paulo e Minas Gerais na Presidência da República (política do café com leite), e pela fraude eleitoral praticada sobretudo pelos coronéis (coronelismo).
De acordo com a Constituição de 1891 que vigorou durante toda a República Velha (1889-1930), o direito ao voto foi determinado a todos os cidadãos brasileiros homens com mais de 21 anos que não fossem mendigos, analfabetos, religiosos de ordens com votos de obediência que incluíssem a renúncia à liberdade e militares de baixa patente. A Constituição de 1891 também declarou que todas as eleições presidenciais seriam realizadas em 1º de março. A eleição para presidente e vice eram realizadas individualmente, e o mesmo poderia se candidatar para presidente e vice.

#### A Revolução de 1930, Revolução Constitucionalista e o descontentamento com a Constituição de 1891
Em 1930 houve uma quebra nas alianças entre São Paulo e Minas Gerais na chamada política do café com leite. Era a vez um mineiro suceder o paulista Washington Luís, mas este decidiu que quem deveria sucedê-lo era outro paulista, Júlio Prestes. Assim, rompeu-se a aliança, e o Partido Republicano Paulista (PRP) lançou Júlio Prestes para presidente, enquanto Minas Gerais, Rio Grande do Sul e Paraíba formaram a Aliança Liberal. Devido a fraude, Júlio Prestes se elegeu, o que levou a população brasileira, indignada com décadas de fraudes eleitorais, a iniciar uma Revolução, que no final levou uma junta militar a depor Washington Luís e entregar o poder a Getúlio Vargas, o candidato supostamente derrotado.
Após tomar o poder através de um golpe militar e instaurar uma ditadura, Getúlio Vargas usufruía de poderes quase ilimitados e, aproveitando-se deles, começou a tomar políticas de modernização do país. Ele criou, por exemplo, novos ministérios, como o Ministério do Trabalho, Indústria e Comércio e o Ministério da Educação e Saúde. Getúlio Vargas dissolveu o Congresso e as assembleias legislativas e depondo os governadores de estado, que foram substituídos por interventores federais. No lugar das antigas personalidades políticas, delegados e interventores foram nomeados com o aval do presidente da República.
Isso despertou a indignação dos opositores, principalmente as oligarquias cafeeiras e a classe média paulista, que estavam desgostosos com o governo getulista. A perda de autonomia estadual, com a nomeação de interventores, desagradou ainda mais. Por mais que Getúlio tenha percebido o erro e tentado nomear um interventor oligarca paulista, estes já arquitetavam uma revolta armada, a fim de defender a criação de uma nova Constituição. No dia 9 de Julho do mesmo ano, a revolução explode pelo estado. Os paulistas contavam com apoio de tropas de diversos estados, como Rio de Janeiro, Minas e Rio Grande do Sul, mas Getúlio Vargas foi mais rápido e conseguiu reter esta aliança, isolando São Paulo. Por exemplo, enquanto os paulistas rebelavam-se contra Vargas, os mineiros getulistas organizavam-se para defender o presidente. Neste contexto, o ainda jovem capitão-médico da Polícia Militar de Minas Gerais (e futuro presidente da republica) Juscelino Kubitschek fora convocado pelo comando geral para atuar como médico das tropas mineiras que lutavam contra os paulistas na Serra da Mantiqueira. Sem qualquer apoio, os flancos paulistas ficaram vulneráveis, e o plano de rápida conquista do Rio de Janeiro transformou-se em uma tentativa desesperada de defender o território paulista. Sem saída, o estado se rende em 28 de setembro.
Mesmo com a vitória militar, Getúlio Vargas acabou atendendo aos pedidos dos constitucionalistas. Naquela época, muitos brasileiros estavam descontentes com a Constituição de 1891, e passaram a reivindicar a eleição de uma Assembléia Nacional Constituinte, que finalmente se realizou em maio de 1933. Assim foi elaborada pelos parlamentares eleitos  pelo povo e assinada pelo presidente Getúlio Vargas em julho de 1934 uma nova Constituição.

### A Constituição de 1934
A Constituição de 1934 estabeleceu diversas mudanças políticas na época. As eleições continuaram a serem diretas, com exceção da primeira eleição após promulgada a Constituição. O voto se tornou obrigatório a todos os alfabetizados que fossem maiores de 18 anos de ambos os sexos, sendo o voto secreto. O cargo de vice-presidente foi extinguido, mas voltaria a existir em 1946. Essa Constituição duraria até 1937, quando Vargas instaurou a ditadura do Estado Novo.

## A eleição e os resultados
Formada a Constituição de 1934, os constituintes logo elegeram o chefe do Governo Provisório, Getúlio Vargas.
O principal concorrente de Getúlio nesta eleição indireta foi Borges de Medeiros. Getúlio Vargas já havia sido um antigo aliado de Borges de Medeiros quando este era governador do Rio Grande do Sul, tendo sido inclusive o sucessor de Borges no governo do Rio Grande do Sul. Borges de Medeiros manteve-se no poder deste estado da federação de 1898 a 1928 e sua única interrupção como governante ocorreu no quinquênio de 1908-1913, quando, impedido de se reeleger, fez seu sucessor, Carlos Barbosa Gonçalves.
Após a Revolução de 1930 o já septuagenário Borges de Medeiros passou a discordar de Getúlio, principalmente devido à política de centralização do poder no governo federal, prejudicando governos estaduais, adotada por Vargas. Também atuou no levante constitucionalista de 1932, quando apoiou os paulistas, no movimento legalista.
Opondo-se ao governo federal, Borges elegeu-se deputado federal à Assembleia Nacional Constituinte de 1933. No ano seguinte foi candidato à Presidência da República, em eleição indireta no Congresso Nacional. Obteve 59 votos contra 174 obtidos por Getúlio Vargas.
| Candidato | Votos    | %      |
| --- | -------- | ------ |
| Getúlio Vargas | 175      | 70,58% |
| Borges de Medeiros | 59       | 23,79% |
| Pedro Aurélio de Góis Monteiro | 4        | 1,61%  |
| Protógenes Guimarães | 2        | 0,8%   |
| Raul Fernandes Artur Bernardes Plínio Salgado Antônio Carlos Ribeiro de Andrada Afrânio de Melo Franco Oscar Weinschenck Firmino Paim Filho Levi Carneiro | 1 (cada) | 0,4%   |
| Total | 248      |        |